# 3,4,5-三甲氧基苯甲酸
3,4,5-三甲氧基苯甲酸也称为桉叶酸（英語：Eudesmic acid）是一种天然的 O-甲基三羟基苯甲酸化合物，存在于桉树（Eucalyptus spp.）中，可由没食子酸与硫酸二甲酯反应合成。

## 衍生物
- 利血平、曲美布汀（英语：Trimebutine）等